# Pycnonotus leucogrammicus
Pycnonotus leucogrammicus е вид птица от семейство Pycnonotidae.

## Разпространение
Видът е разпространен в Индонезия.